# 瓦加拉
瓦加拉（西班牙語：Bágala），是巴拿馬的城鎮，位於該國西部，由奇里基省的博克龍區負責管轄，始建於1954年1月31日，面積42.9平方公里，海拔高度80米，2010年人口2,330，人口密度每平方公里54.3人。